# Adeodato di Canterbury
Adeodato, anche Deusdedit e Deusdedito (Inghilterra, VII secolo – Canterbury, 14 luglio 664), è stato un vescovo britannico, arcivescovo di Canterbury dal 655 al 664, venerato come santo dalla Chiese cristiane.

## Biografia
Nato con il nome di Frithona o Frithuwine, fu consacrato da Ithamar vescovo di Rochester. Fu il primo arcivescovo di Canterbury non latino essendo un Sassone dell'Ovest.

## Genealogia episcopale e successione apostolica
La genealogia episcopale è:
- Arcivescovo Virgilio di Arles
- Arcivescovo Agostino di Canterbury
- Arcivescovo Giusto di Canterbury
- Vescovo Paolino di York
- Arcivescovo Onorio di Canterbury
- Vescovo Itamaro
- Arcivescovo Adeodato di Canterbury

La successione apostolica è:
- Vescovo Damiano di Rochester (655)